# Cylindera mongolica
Cylindera (Eugrapha) mongolica – gatunek chrząszcza z rodziny biegaczowatych, podrodziny trzyszczowatych i plemienia Cicindelini.
Gatunek ten opisany został w 1835 roku przez Franza Faldermanna jako Cicindela mongolica.
Głowa ciemno-zielono-miedziana, gęsto pomarszczona. Czułki błyszczące, miedziane, człony dystalne ciemniejsze. Przedplecze wąskie, ciemnozielone, opalizujące, o nasadowej krawędzi nieco falistej. Tarczka miedziana, pomarszczona, nieco błyszcząca. Pokrywy o bokach prawie równoległych, kątach barkowych wystających i zaokrąglonych, a wierzchołku zaokrąglonym, dwubarwne: zielone z żółtym obrzeżeniem i plamami. Spód tułowia nieco połyskujący, po bokach punktowany, miedziany. Spód odwłoka z fioletowym połyskiem.
Palearktyczny trzyszczowaty, występujący w Mongolii, rosyjskiej Buriacji oraz chińskich prowincjach: Pekin, Gansu, Mongolia Wewnętrzna, Jiangsu, Qinghai i Shanxi. Jego zasięg w Rosji określany jest jako obejmujący Daurię Selengijską, Daurię Onońską i południową część Jakutskaja Nizmiennost´ od Ungi po Irkut.